# Noel Alí Chama
Noel Alí Chama Almazán (né le 15 septembre 1997) est un athlète mexicain, spécialiste de la marche.
Il remporte la médaille de bronze lors des Jeux olympiques de la jeunesse de 2014. Il remporte la médaille de bronze aux championnats du monde par équipes de marche 2016 dans la course des 10 km juniors, en 40 min 29 s. Avec Andrés Olivas, il remporte par ailleurs la médaille d'or par équipe.

## Records
| Épreuve      | Performance     | Lieu       | Date        |
| ------------ | --------------- | ---------- | ----------- |
| 20 km marche | 1 h 19 min 21 s | La Corogne | 18 mai 2024 |